# 140 Siwa
140 Siwa è un grande e scuro asteroide della fascia principale.
Fu scoperto il 13 ottobre 1874 da Johann Palisa dall'Osservatorio Navale Austriaco di Pola (nella penisola dell'Istria, attualmente appartenente alla Croazia), di cui fu direttore dal 1872 al 1880, grazie a un telescopio rifrattore da 6 pollici. Fu battezzato così dal Viceammiraglio Freiherr F. Von Pöck del dipartimento marittimo austriaco di Pola, in onore di Siwa, dea della fertilità nella mitologia slava.
Siwa possiede una curva di luce molta piatta, che indicherebbe un corpo pressoché sferico. La sua composizione è quella di un asteroide di tipo P (o probabilmente di tipo C).
La sonda cometaria Rosetta avrebbe dovuto visitare Siwa nel luglio del 2008, lungo il tragitto verso la cometa 46P/Wirtanen. Tuttavia, la missione è stata dirottata verso la cometa 67P/Churyumov-Gerasimenko e il fly-by dell'asteroide è stato abbandonato.